# Sinostrangalis leptus
Sinostrangalis leptus är en skalbaggsart som först beskrevs av Charles Joseph Gahan 1906. Sinostrangalis leptus ingår i släktet Sinostrangalis och familjen långhorningar.
Artens utbredningsområde är Myanmar. Inga underarter finns listade i Catalogue of Life.